# Oude Stadhuis (Den Haag)

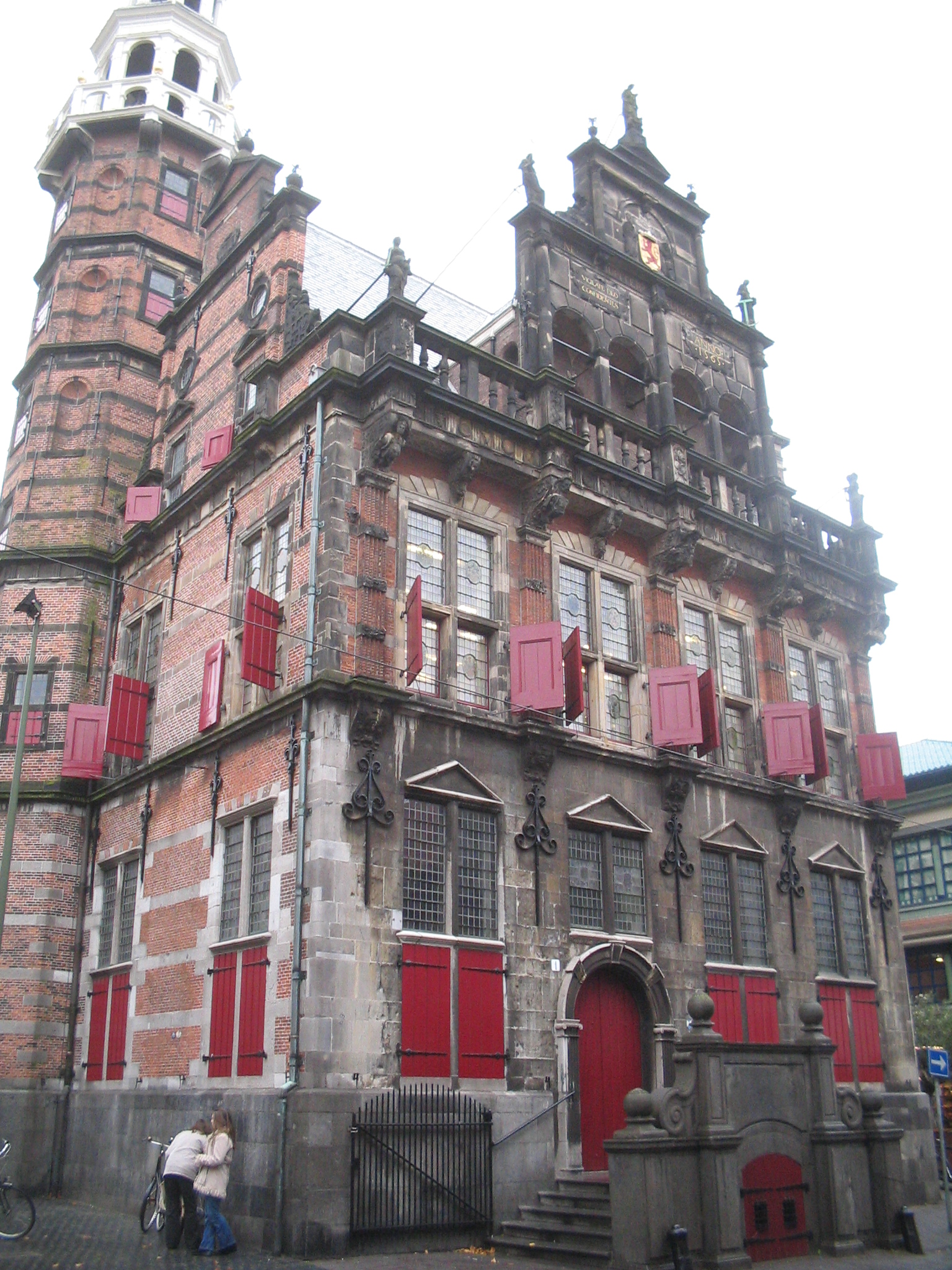
Oude stadhuis in Den Haag

Das Oude Stadhuis (deutsch Altes Rathaus) der Stadt Den Haag wurde 1561 bis 1565 nach dem Vorbild des Rathauses von Antwerpen erbaut und gilt als einer der bedeutendsten Bauten der Renaissance der nördlichen Niederlande.
In den Jahren 1733 bis 1739 erfolgte eine Erweiterung im Ludwig XIV.-Stil nach den Plänen der Architekten Daniel Marot (1661–1752) und J. B. Xaverij. Im Jahr 1883 wurde das Rathaus erneut erheblich vergrößert. Später wurde der Bau eines neuen Rathauses beschlossen, das den Bedürfnissen der sich stets vergrößernden Stadt gerecht werden konnte.
Die Räume werden unter anderem für Hochzeiten genutzt. Im Jahr 1937 heirateten im Oude Stadhuis Juliana und Bernhard zur Lippe-Biesterfeld. Im Jahr 1967 folgten Margriet von Oranien-Nassau und Pieter van Vollenhoven.